# Der Hauptmann von Köpenick (1956)
Der Hauptmann von Köpenick (br O Cabo de Koepenick) é um filme de drama alemão de 1956 dirigido por Helmut Käutner, baseados na peça de Carl Zuckmayer.
Foi indicado ao Oscar de melhor filme estrangeiro na edição de 1957, representando a Alemanha.